# Jakob Anton Leyser
Jakob Anton Leyser (* 13. Januar 1830 in Zweibrücken; † 17. Juni 1897 in Speyer) war ein deutscher evangelischer Theologe und Schriftsteller.

## Leben und Wirken
Nach seiner Reifeprüfung am Gymnasium in Zweibrücken 1848 studierte Jakob Anton Leyser Evangelische Theologie, Philosophie und Pädagogik an der Universität Erlangen und der Universität Utrecht. 1853 legte er das erste kirchliche Examen ab und trat in den Dienst als evangelischer Geistlicher. Zunächst war er Vikar an verschiedenen Orten in der Pfalz, so in Germersheim und Neustadt an der Weinstraße. 1858 wurde er Pfarrer in Trippstadt und 1860 Stadtpfarrer in Neustadt an der Weinstraße. Außerdem wirkte er als Lehrer bzw. Schulinspektor im Schuldienst, so am Kurfürst-Ruprecht-Gymnasium Neustadt. 1877 wurde er zum Dekan seines Kirchenbezirks ernannt und 1888 zum Konsistorialrat in Speyer.
Leyser wurde zu einem auch auswärts beliebten und anerkannten Prediger. Außerdem veröffentlichte er mehrere, zum Teil umfangreiche, historisch-biographische Arbeiten. Besonders hervorzuheben sind seine Werke über Karl Friedrich Bahrdt, Johann Heinrich Campe und den jungen Goethe. Hierfür verlieh ihm die Universität Tübingen die Ehrendoktorwürde.
In seiner Geburtsstadt Zweibrücken ist eine Straße nach ihm benannt (Jakob-Leyser-Straße).

## Veröffentlichungen (Auswahl)
- Die Reform des bayerischen Volksschulwesens. Gottschick-Witter, Neustadt a.d.H. 1864 (Digitalisat).
- Beiträge zu einer neuen Lehr-Ordnung für die deutschen Schulen im Königreich Bayern. Gottschick-Witter, Neustadt a.d.H. 1869 (Digitalisat).
- Karl Friedrich Bahrdt, der Zeitgenosse Pestalozzi's, sein Verhältnis zum Philantropinismus und zur neueren Pädagogik. 2. verb. Aufl. Neustadt a.d.H. 1870 (Digitalisat).
- Goethe zu Strassburg. Ein Beitrag zur Entwicklungsgeschichte des Dichters. Gottschick-Witter, Neustadt a.d.H. 1871 (Digitalisat).
- Joachim Heinrich Campe. Ein Lebensbild aus dem Zeitalter der Aufklärung. Zwei Bände. Vieweg, Braunschweig 1877 (Bd. 1: Digitalisat; Bd. 2: Digitalisat).
- Die Neustadter Hochschule (Collegium Casimirianum). Eine Festgabe zur fünften Säcularfeier der Ruperto-Carola. Gottschick-Witter, Neustadt a.d.H. 1886 (Digitalisat; Nachdruck 1978).